# Orthodonellidae
Famille
Les Orthodonellidae sont une famille de Ciliés de la classe des Nassophorea et de l’ordre des Synhymeniida.

## Étymologie
Le nom de la famille vient du genre type Orthodonella, formé de orthodon-, par allusion au genre Orthodon, et du suffixe latin -ella, littéralement « petit Orthodon ».

## Description
Les Orthodonellidae ont une taille, petite (< 80 μm) à moyenne (80 à 200 μm). Leur forme est grossièrement ovoïde, parfois avec un lobe ou un bec asymétrique vers la gauche. Ils nagent librement dans leur milieu de vie. Leur ciliation somatique est holotriche (c. à d. homogène). Leur « synhyménium » (membrane ou frange située sous la bouche) est cilié de manière épaisse, s'étendant de la surface corporelle postorale droite, juste en dessous du niveau de l'appareil cytostome-cytopharyngien, à la surface corporelle préorale gauche dans la suture préorale (cette suture est formée par des cinéties somatiques rectilignes s'étendant depuis l'extrémité antérieure jusque sur le côté gauche). Le cytostome se situe dans le 1/4 antérieur du corps. Leur macronoyau a une forme de bande dont la forme varie entre ellipsoïde et allongée. Un micronoyau est présent. On note la présence de vacuole(s) contractile(s). Ces ciliés se nourrissent de microalgues (notamment de diatomées), et de cyanobactéries.

## Habitat et répartition
Les Orthodonellidae vivent principalement dans des habitats marins et saumâtres. Ils ont une répartition mondiale.

## Liste des genres
Selon GBIF (26 juillet 2023) :
- Derodontopsis
- Diacilon
- Eucamptocerca Da Cunha, 1914  Incertae sedis (c. à d. position taxonomique incertaine)
- Orthodon Gruber, 1884
  - Genre homonyme : Orthodon Girard, 1856 (un poisson),
  - Genres synonymes Orthodonella Bhatia, 1936 ; Rhabdodon Entz, 1884.
- Orthodonella Bhatia, 1936 genre type
  - Genres synonymes : Orthodon Gruber, 1884, Rhabdodon Entz, 1884
  - Espèce type : Orthodonella (Gruber, 1884) Bhatia, 1936
  - Espèce synonyme : Orthodon hamatus Gruber, 1884
- Zosterodasys Deroux, 1978

## Systématique
Le nom valide de ce taxon est Orthodonellidae Jankowksi, 1968.